# 北大西洋漂流

北大西洋暖流是北大西洋環流流經大西洋的第一站

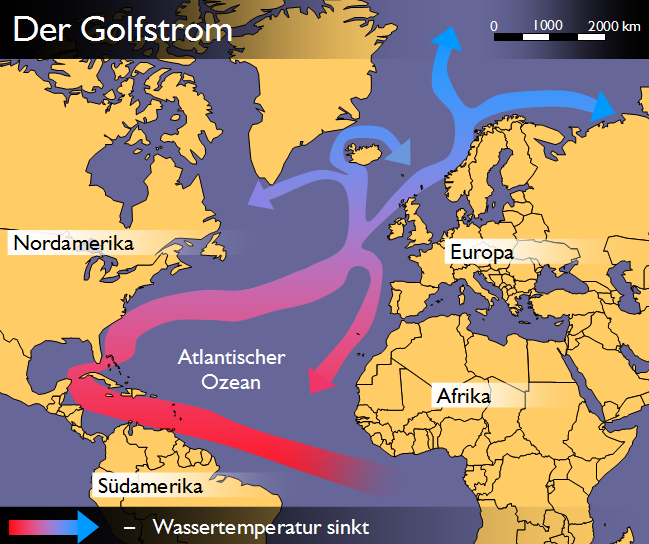
墨西哥灣暖流及其延伸的洋流示意圖

北大西洋漂流（North Atlantic Drift），又稱為北大西洋洋流（North Atlantic Current）或北大西洋暖流，為墨西哥灣暖流向北大西洋東北伸延的一個強力溫暖洋流。

## 流向

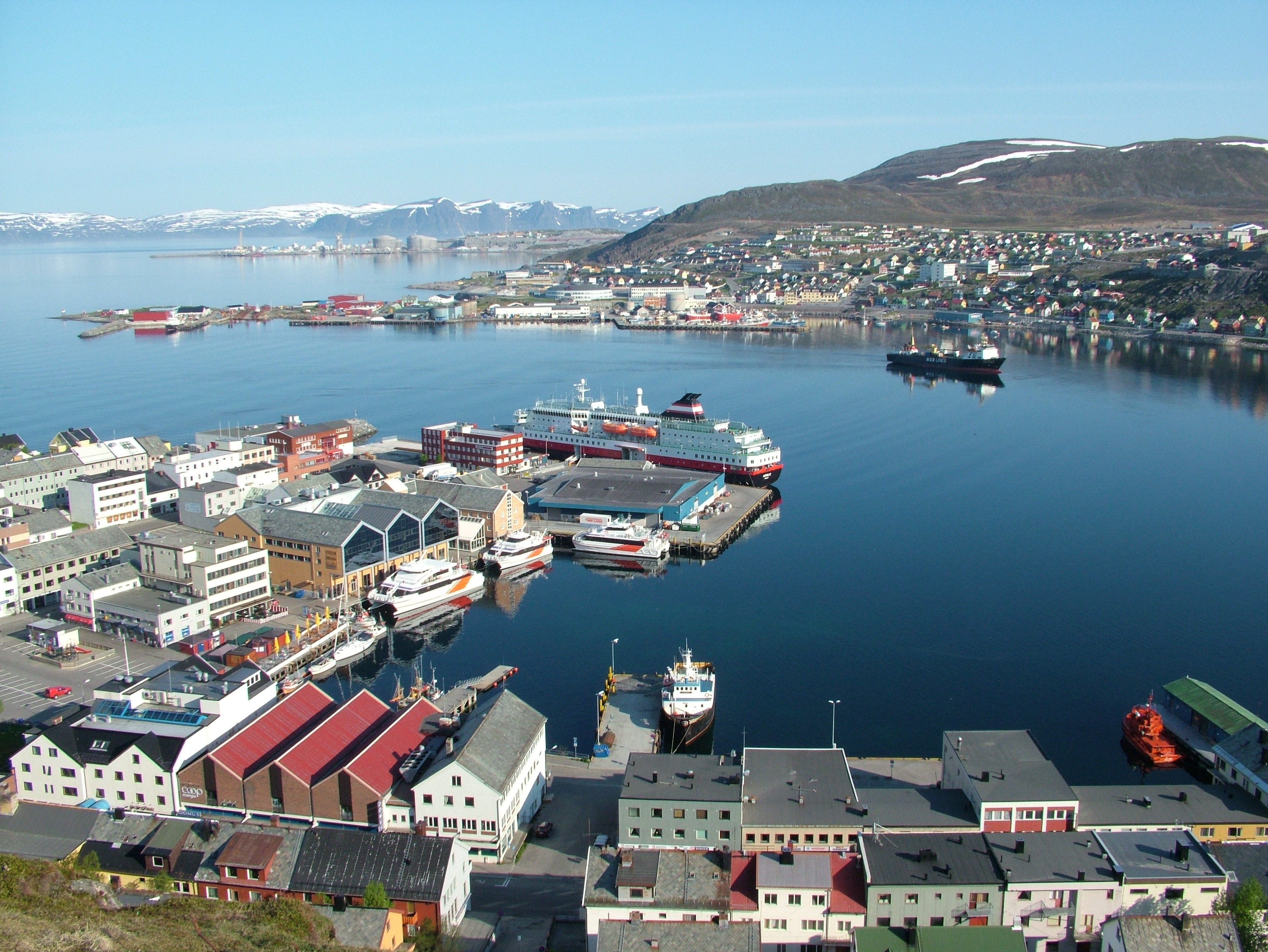
位於挪威的亨墨菲斯港因北大西洋暖流的影響，成為極圈內少數的不凍港。

北大西洋洋流在愛爾蘭的西部一分為二。其中一支洋流（即加那利洋流 Canary Current）向南流動，另一支洋流則繼續沿歐洲的西北流向北冰洋，並帶給當地氣候可觀的暖化效果，如西歐愛爾蘭島、不列顛群島及北歐斯堪地那維亞半島的溫帶海洋性氣候。其他分支包括伊爾明厄洋流（Irminger Current）及挪威海流（Norwegian Current）。北大西洋洋流主要由溫鹽環流(THC)推動，但它亦同時被認為是由風力所推動的墨西哥灣暖流流向北美沿岸東北方及西北方的伸延，穿越大西洋到達北冰洋。

## 停止流動的可能
氣候變遷，特別是全球变暖，可能引起溫鹽環流停止，使得北大西洋洋流停止流動。